# Phasia furcata
Phasia furcata är en tvåvingeart som beskrevs av Sun 2003. Phasia furcata ingår i släktet Phasia och familjen parasitflugor. Inga underarter finns listade i Catalogue of Life.